# Piano di Wadati-Benioff

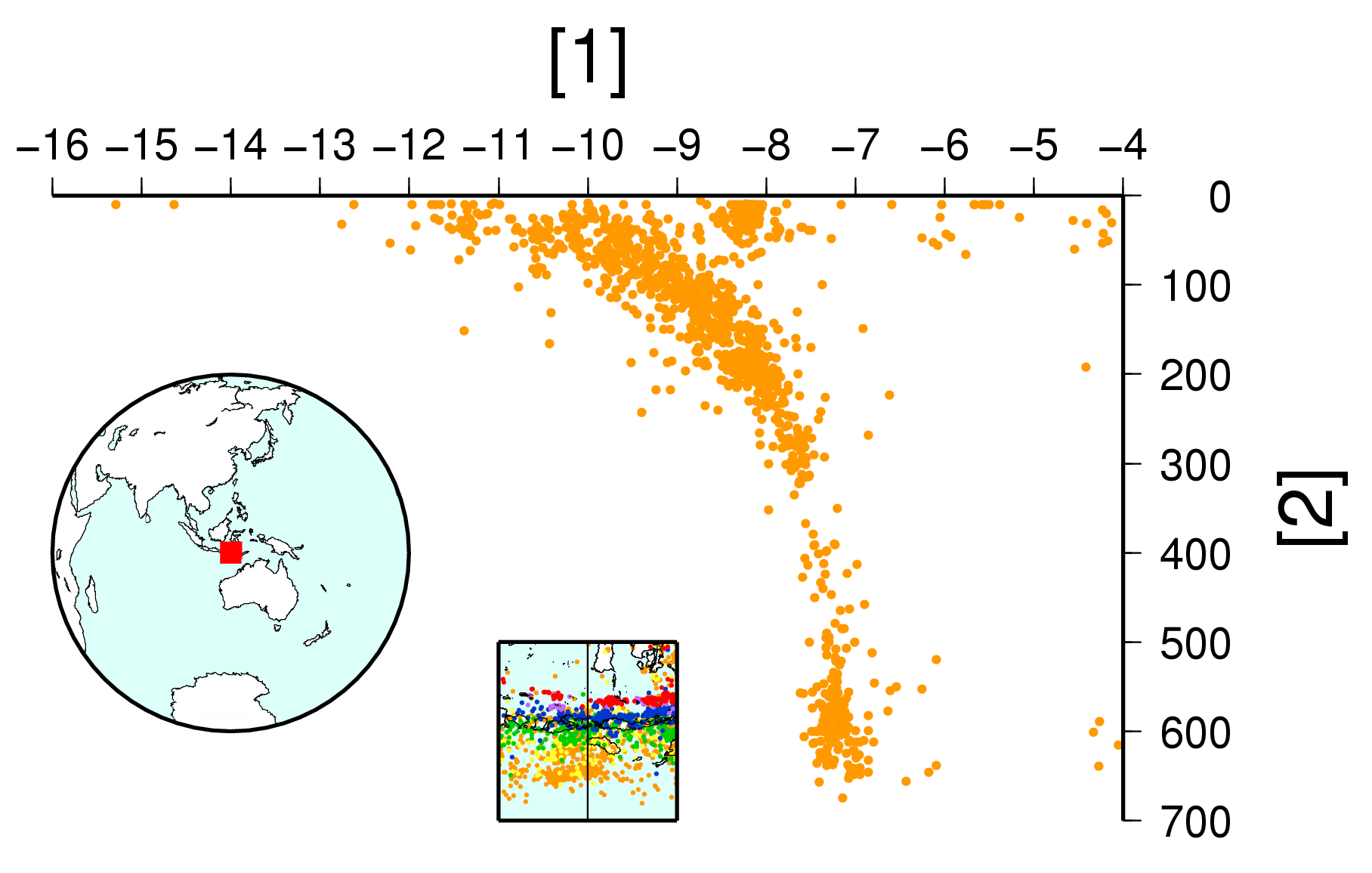
Ipocentri dei terremoti verificatisi in prossimità delle Isole della Sonda nel periodo 1973-1994, in funzione della loro profondità. Si osservi come essi scendano rapidamente a mano a mano che si va dall'oceano verso le zone interne. Siamo pertanto in presenza di una zona di subduzione (piano di Wadati-Benioff).
1. Latitudine (in gradi)
2. Profondità degli ipocentri (in km)

Il piano di Wadati-Benioff (conosciuto anche con il nome di zona di Wadati-Benioff o semplicemente zona di Benioff o piano di Benioff) definisce un piano inclinato dove la litosfera oceanica sprofonda sotto la litosfera continentale (le cosiddette zone di subduzione tipiche dei margini continentali attivi); tale piano segna appunto la zona di contatto fra i due differenti tipi di crosta.
Il piano di Benioff viene definito dall'allineamento degli ipocentri dei sismi che si creano lungo la linea di contatto delle due placche. Le profondità degli ipocentri di questi sismi possono essere variabili; le massime profondità osservate sono intorno ai 700 km.
La pendenza media di questo piano è variabile: generalmente, tanto maggiore è l'inclinazione, tanto più la roccia che sprofonda è densa (e quindi fredda e vecchia, lontana dalla dorsale).
Questa particolare zona prende il nome dai due sismologi che, indipendentemente l'uno dall'altro, studiarono il fenomeno: Hugo Benioff, del California Institute of Technology, e Kiyoo Wadati, dell'Agenzia Meteorologica Giapponese.

## Attività sismica

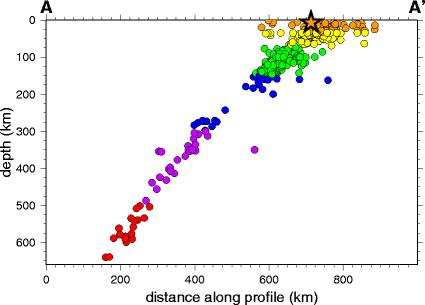
Sezione trasversale della sismicità nella zona di subduzione delle Isole Curili collegata al terremoto di magnitudine 8,3 del 15 novembre 2006. L'epicentro del terremoto è contrassegnato dalla stella posta nella parte superiore dell'immagine.

La differenza tra le velocità di scorrimento delle due placche interessate dal processo di subduzione produce numerosi terremoti, i cui ipocentri possono trovarsi a profondità che raggiungono anche i 670 km.
Nella zona di Wadati-Benioff, i terremoti si sviluppano al di sotto di archi vulcanici e margini continentali situati al di sopra di zone di subduzione attive. Possono essere prodotti da scorrimenti o sovrascorrimenti associati alla placca che sprofonda, risultanti dalla compressione o estensione della placca durante la sua immersione verso il mantello.
I terremoti che avvengono a grande profondità lunga la zona, permettono ai sismologi di ottenere una mappatura tridimensionale della porzione di crosta e mantello della zona di subduzione.